# Cricqueboeuf
Cricqueboeuf är en kommun i departementet Calvados i regionen Normandie i norra Frankrike. Kommunen ligger i kantonen Honfleur som ligger i arrondissementet Lisieux. År 2022 hade Cricqueboeuf 266 invånare.

## Befolkningsutveckling
Antalet invånare i kommunen Cricqueboeuf
Referens: INSEE